# منتخب صربيا لكرة اليد الشاطئية للسيدات
منتخب صربيا لكرة اليد الشاطئية للسيدات هو ممثل صربيا الرسمي في المنافسات الدولية في كرة اليد الشاطئية للسيدات
.